# Соколово (фільм)
«Соколово» — радянсько-чехословацький художній фільм 1974 року режисера Отакара Ваври. Фільм є другою частиною трилогії, яку разом з ним становлять фільми «Дні зради» і «Звільнення Праги».

## Сюжет
Події фільму відбуваються під час Німецько-радянської війни. У 1942 році в Бузулуці з добровольців — громадян Чехословаччини — формується чехословацький батальйон під командуванням Людвіка Свободи.
Чехословацькі патріоти активно діють і в самій Чехословаччини — в травні 1942 року в передмісті Праги місцеві підпільники здійснюють успішний замах на фашистського намісника Чехії Рейнхарда Гейдріха. У день похорону Гейдріха нацистські карателі влаштовують акцію відплати в селі Лідіце — розстрілюють усіх чоловіків, а жінок відправляють в концтабори. Повні рішучості і бажання якомога швидше помститися фашистам, бійці батальйону просяться на фронт.
У січні 1943 року після урочистого вручення Бойового Прапора військові частини відправляють на фронт. У лютому в сильні морози батальйон здійснює 350-кілометровий піший перехід від станції Валуйки до Харкова. 8 березня 1943 року в  бою біля села Соколове, борючись разом з радянськими частинами, чехословацький батальйон отримує своє бойове хрещення.

## У ролях
- Ладіслав Худік — Людвік Свобода
- Богуш Пасторек — Клемент Ґотвальд
- Мартін Штепанек — Отакар Ярош
- Юрій Соломін — генерал Шафаренко
- Володимир Самойлов — генерал-лейтенант
- Микола Єременко — підполковник Загоскін
- Штефан Квієтік — Ігнат Шпігел
- Ян Каніза — Вацлав Ратай
- Рудольф Єлінек — Антонін Сохор
- Ладіслав Лакомі — Гуго Редіш
- Еміл Горват — єфрейтор Даніш
- Рената Долежелова — Анка Кадлецова
- Гелена Кухарікова — Бетка Прекопова
- Іржи Крампол — Карел Горак
- Ярослава Тіха — Божена Горакова
- Ярослав Розсвіл — Антонін Горак
- Вітезслав Яндак — Станіслав Горак
- Лев Іванов — заст. наркома іноземних справ
- Іван Рижов — полковник Білютин
- Юрій Назаров — старший лейтенант Філатов
- Семен Морозов — старшина-артилерист
- Любов Соколова — вчителька
- Раїса Пироженко — хазяйка хати
- Жанна Прохоренко — сестра хазяйки
- Геннадій Юхтін — поранений старший лейтенант
- Іржи Плескот — Едвард Бенеш
- Владимир Раж — генерал Інгр
- Ханньо Хассе — Рейнгард Гейдріх
- Олексій Чернов — механік

## Знімальна група
- Режисер — Отакар Вавра
- Сценарист — Микола Фігуровський
- Оператор — Андрій Барла
- Композитор — Зденек Лішка
- Художник — Давид Виницький